# Хастиев, Мирбат Бадриевич
Хастиев Мирбат Бадриевич (1927—2000)— председатель колхоза «Известия» Арского района Татарской АССР. Герой Социалистического Труда (1984).

## Биография
Родился 7 июля 1927 года в селе Казанбаш, ныне Арского района Республики Татарстан, в семье сельского учителя. Татарин. Окончил среднюю школу, с ранних лет работал в поле наравне со взрослыми.
После войны служил в Советской Армии. После демобилизации вернулся в родные края, работал в колхозе на пасеке. В 1951 году был направлен на учёбу в двухгодичную школу по подготовке сельскохозяйственных кадров. В 1953 году, после окончания учёбы, был рекомендован на должность председателя в своём колхозе. Тогда же был избран председателем на общем собрании. Позднее заочно окончил сельхозинститут.
Под его руководством из года в год крепла экономика хозяйства. К XI пятилетке производство мяса увеличилось более чем в два раза, молока — в три. Урожайность зерновых культур на местных малоплодородных почвах, благодаря применению удобрений, с 8 центнеров с гектара поднялась до 24. Рентабельность хозяйства достигла почти 50 %. Втрое выросла продажа государству молока и мяса, в 2,5 раза — шерсти. Был достигнут один из самых высоких в северных районах Татарии уровень производства продукции на 100 нектаров сельхозугодий. Постоянно обновлялись хозяйственные постройки, улучшались условия труда. Так, в животноводстве была внедрена двухсменная работа. Ежегодно хозяйство направляло своих стипендиатов на учёбу в вузы и техникумы, так что специалисты были свои.

### Трудовой подвиг
Указом Президиума Верховного Совета СССР от 14 декабря 1984 года за выдающиеся результаты, достигнутые во Всесоюзном социалистическом соревновании, проявленный трудовой героизм в выполнении планов и принятых социалистических обязательств по увеличению производства мяса, молока и других продуктов животноводства в зимний период 1983/84 года Хастиеву Мирбату Бадриевичу присвоено звание Героя Социалистического Труда с вручением ордена Ленина и золотой медали «Серп и Молот».
Руководил хозяйством до июня 1986 года, более 30 лет.
Избирался членом Всероссийского совета колхозов, депутатом районного совета.
Жил в селе Казанбаш. Скончался 14 июля 2000 года.

## Награды
Награждён двумя орденами Ленина (1966, 1984), орденом Трудового Красного Знамени (1966), медалями.